# Bojište
Pour les articles homonymes, voir Bojiste.
Ne doit pas être confondu avec Bojiště (district de Havlíčkův Brod).
Bojište (en serbe cyrillique : Бојиште) est un village de Bosnie-Herzégovine. Il est situé dans la municipalité de Sanski Most, dans le canton d'Una-Sana et dans la fédération de Bosnie-et-Herzégovine. Selon les premiers résultats du recensement bosnien de 2013, il compte 52 habitants.

## Géographie
Le village est situé au pied du mont Grmeč.

## Démographie

### Évolution historique de la population dans la localité
| 1948 | 1953 | 1961 | 1971 | 1981 | 1991 | 2013 |
| ---- | ---- | ---- | ---- | ---- | ---- | ---- |
| -    | -    | 440  | 431  | 393  | 313  | 52   |

|  |